# Mohamed Lasram IV
Mohamed Lasram IV, né en 1775 et mort en 1861, est un homme politique tunisien.
Fils de Mohamed Lasram III, il naît dans une famille notable tunisienne, originaire de Kairouan et intégrant la grande notabilité tunisoise. Ses aïeux, Ahmed Lasram et son frère Mohamed Lasram Ier, s'exilent en Algérie vers 1735 avec les fils du fondateur de la dynastie husseinite ; ils sont très proches de l'aîné, Mohamed Rachid Bey. Par conséquent, les Lasram, honorés par ce dernier, par Ali Ier Pacha et par leurs descendants, forment une dynastie de secrétaires de chancellerie et de premiers secrétaires.
Mohamed Lasram IV reçoit les enseignements de brillants savants, comme Sidi Brahim Riahi et Hassan Chérif.
En 1827, à la suite de la mort de son père occupant les fonctions de premier secrétaire (bach kateb), Hussein II Bey le désigne comme adjoint (kahia) de son oncle, le ministre Mahmoud Lasram, avec Mohamed Manaï et Slimane Mahjoub. Après le décès de son oncle en 1837, il devient lui-même premier secrétaire.
Après être entré en conflit avec Mustapha Khaznadar, il cède sa place et ne redevient premier secrétaire qu'avec l'avènement de Mohammed Bey en 1855 ; il le reste jusqu'à sa mort en 1861.